# Reino Unido en los Juegos Olímpicos de Atenas 2004
El Reino Unido estuvo representado en los Juegos Olímpicos de Atenas 2004 por un total de 264 deportistas que compitieron en 24 deportes.  
La portadora de la bandera en la ceremonia de apertura fue la yudoca Kate Howey.

## Medallistas
El equipo olímpico británico obtuvo las siguientes medallas:
| Nombre | Deporte               | Competición                |
| --- | --------------------- | -------------------------- |
| Oro |                       |                            |
| Kelly Holmes | Atletismo             | 800 m F                    |
| Kelly Holmes | Atletismo             | 1500 m F                   |
| Darren Campbell Marlon Devonish Mark Lewis-Francis Jason Gardener                                                                                       | Atletismo             | 4 × 100 m M                |
| Chris Hoy | Ciclismo en pista     | 1 km contrarreloj M        |
| Bradley Wiggins | Ciclismo en pista     | Persecución ind. M         |
| Leslie Law (Shear l'Eau) | Hípica                | Concurso completo ind.     |
| Stephen Williams James Cracknell Edward Coode Matthew Pinsent                                                                                           | Remo                  | Cuatro sin timonel (M4-) M |
| Ben Ainslie | Vela                  | Finn M                     |
| Shirley Robertson Sarah Ayton Sarah Webb | Vela                  | Yngling F                  |
| Plata |                       |                            |
| Nathan Robertson Gail Emms | Badmintón             | Dobles mixto               |
| Amir Khan | Boxeo                 | Ligero (60 kg) M           |
| Stephen Cummings Robert Hayles Paul Manning Bradley Wiggins                                                                                             | Ciclismo en pista     | Persecución por eqs. M     |
| Leslie Law (Shear l'Eau) Philippa Funnell (Primmore's Pride) Mary King (King Solomon III) Jeanette Brakewell (Over To You) William Fox-Pitt (Tamarillo) | Hípica                | Concurso completo por eqs. |
| Campbell Walsh | Piragüismo en eslalon | K1 M                       |
| Katherine Grainger Catherine Bishop | Remo                  | Dos sin timonel (W2-) F    |
| Deborah Flood Frances Houghton Alison Mowbray Rebecca Romero                                                                                            | Remo                  | Cuatro scull (W2x) F       |
| Peter Waterfield Leon Taylor | Saltos                | Plataforma 10 m sincro. M  |
| Nick Rogers Joe Glanfield | Vela                  | 470 M                      |
| Bronce |                       |                            |
| Kelly Sotherton | Atletismo             | Heptatlón F                |
| Bradley Wiggins Robert Hayles | Ciclismo en pista     | Madison M                  |
| Philippa Funnell (Primmore's Pride) | Hípica                | Concurso completo ind.     |
| David Davies | Natación              | 1500 m libre M             |
| Stephen Parry | Natación              | 200 m mariposa M           |
| Georgina Harland | Pentatlón moderno     | Individual F               |
| Ian Wynne | Piragüismo            | K1 500 m M                 |
| Helen Reeves | Piragüismo en eslalon | K1 F                       |
| Sarah Winckless Elise Laverick | Remo                  | Doble scull (W2x) F        |
| Alison Williamson | Tiro con arco         | Individual F               |
| Nick Dempsey | Vela                  | Mistral M                  |
| Christopher Draper Simon Hiscocks | Vela                  | 49er M                     |